# Delaney Schnell
Pour les articles homonymes, voir Schnell.
Delaney Schnell, née le 21 décembre 1998 à Iron Mountain (Michigan), est une plongeuse américaine.

## Carrière
Elle est médaillée de bronze du plongeon à 10 mètres aux Championnats du monde de natation 2019. Aux Jeux panaméricains de 2019, elle remporte la médaille de bronze du plongeon synchronisé à 10 mètres avec Amy Cozad.
Elle est vice-championne olympique du plongeon synchronisé à 10 mètres avec Jessica Parratto aux Jeux olympiques d'été de 2020.